# Wally Szczerbiak
Walter Robert Szczerbiak, detto Wally (Madrid, 5 marzo 1977), è un ex cestista statunitense che ha giocato come ala piccola nella NBA.

## Biografia
Figlio di Walter "Walt" Szczerbiak, Wally nacque a Madrid proprio durante la lunga parentesi spagnola del padre tra le file del Real Madrid, durata dal 1973 al 1980.

## Carriera
Uscì nel 1999 dalla Miami University dell'Ohio, per poi essere selezionato dai Minnesota Timberwolves al primo giro del Draft NBA di quell'anno con la 6ª scelta assoluta. Nella stessa estate disputò i Campionati americani del 1999 con gli Stati Uniti.
Nella stagione da rookie a Minnesota realizzò 11,6 punti a partita, ma al terzo anno (nella stagione 2001-2002) segnò 18,7 punti a gara tirando anche con il 45,5% da tre, prestazioni che gli permisero di essere convocato per l'NBA All-Star Game 2002. L'anno seguente (2002-2003) viaggiò 17,6 punti di media, ma nel 2003-2004 una fascite plantare al piede sinistro lo costrinse a saltare le prime 53 partite di regular season, senza poi mai essere schierato titolare nei rimanenti incontri stagionali, nei quali partì al massimo dalla panchina. Tornò tuttavia ad avere un posto in quintetto base nel 2004-2005 (anche se poi venne nuovamente perso nel corso dell'annata).
Nel 2005-2006 stava mettendo a segno la sua miglior media punti in NBA (20,1 in 40 presenze), ma il 26 gennaio 2006 venne scambiato ai Boston Celtics insieme a Dwayne Jones, Michael Olowokandi e una scelta condizionale al Draft 2009, mentre a fare il percorso inverso furono Marcus Banks, Mark Blount, Ricky Davis, Justin Reed una scelta al secondo giro del Draft 2006 e una scelta al secondo giro del Draft 2008. Con i biancoverdi Szczerbiak chiuse la restante parte di quell'annata a 17,5 punti di media in 32 presenze. A Boston tuttavia rimase solo per un'altra stagione (2006-2007), nella quale disputò solo 32 incontri (a 15,0 punti di media) per via di problemi ad entrambe le caviglie, tanto che l'ultima presenza la collezionò a febbraio prima di sottoporsi a un intervento chirurgico che gli fece terminare anzitempo la stagione.
Nel giugno 2007 venne scambiato ai Seattle SuperSonics dove restò però solo pochi mesi, dato che nel febbraio 2008 fu parte di un altro scambio, questa volta ai Cleveland Cavaliers. In regular season con i Cavs viaggiò a 8,2 punti di media, i quali diventarono 10,8 ai play-off grazie anche a una sua prestazione da 26 punti con un 6/13 da tre che consentì alla franchigia di vincere gara 6 contro i Washington Wizards e di superare il primo turno play-off. L'anno seguente, nel 2008-2009, i suoi numeri diminuirono a 7,0 punti in regular season e a 3,6 in 12 gare dei play-off.
Il 5 novembre 2009 venne reso noto che Szczerbiak si sarebbe sottoposto al terzo intervento chirurgico al ginocchio sinistro della sua carriera. Secondo i medici, nel ginocchio era rimasta così poca cartilagine che un quarto intervento chirurgico gli avrebbe reso difficile avere una vita normale. Ciò causò di fatto il suo ritiro dal basket giocato.
Successivamente continuò a lavorare nel mondo della pallacanestro intraprendendo la carriera di analista televisivo.

## Statistiche

### College
| Anno      | Squadra        | PG  | PT | MP   | TC%  | 3P%  | TL%  | RP  | AP  | PRP | SP  | PP   |
| --------- | -------------- | --- | -- | ---- | ---- | ---- | ---- | --- | --- | --- | --- | ---- |
| 1995-1996 | Miami RedHawks | 22  | 4  | 17,4 | 52,0 | 46,8 | 78,6 | 3,3 | 1,0 | 0,3 | 0,5 | 8,0  |
| 1996-1997 | Miami RedHawks | 30  | 23 | 30,9 | 47,5 | 46,3 | 71,8 | 5,4 | 2,1 | 0,7 | 0,4 | 12,8 |
| 1997-1998 | Miami RedHawks | 21  | -  | 38,2 | 52,9 | 49,2 | 80,6 | 7,6 | 2,5 | 0,9 | 1,1 | 24,4 |
| 1998-1999 | Miami RedHawks | 32  | -  | 33,8 | 52,2 | 35,6 | 83,1 | 8,5 | 2,9 | 1,2 | 1,0 | 24,2 |
| Carriera  | Carriera       | 105 | 27 | 30,4 | 51,2 | 43,1 | 80,9 | 6,3 | 2,2 | 0,8 | 0,8 | 17,6 |

### NBA

#### Regular Season
| Anno      | Squadra             | PG  | PT  | MP   | TC%  | 3P%  | TL%  | RP  | AP  | PRP | SP  | PP   |
| --------- | ------------------- | --- | --- | ---- | ---- | ---- | ---- | --- | --- | --- | --- | ---- |
| 1999-2000 | Minnesota T'wolves  | 73  | 53  | 29,7 | 51,1 | 35,9 | 82,6 | 3,7 | 2,8 | 0,8 | 0,3 | 11,6 |
| 2000-2001 | Minnesota T'wolves  | 82  | 82  | 34,8 | 51,0 | 33,8 | 87,0 | 5,5 | 3,2 | 0,7 | 0,4 | 14,0 |
| 2001-2002 | Minnesota T'wolves  | 82  | 82  | 38,0 | 50,8 | 45,5 | 83,1 | 4,8 | 3,1 | 0,8 | 0,3 | 18,7 |
| 2002-2003 | Minnesota T'wolves  | 52  | 42  | 35,3 | 48,1 | 42,1 | 86,7 | 4,6 | 2,6 | 0,8 | 0,4 | 17,6 |
| 2003-2004 | Minnesota T'wolves  | 28  | 0   | 22,2 | 44,9 | 43,5 | 82,8 | 3,1 | 1,2 | 0,4 | 0,0 | 10,2 |
| 2004-2005 | Minnesota T'wolves  | 81  | 37  | 31,6 | 50,6 | 37,3 | 85,5 | 3,7 | 2,4 | 0,5 | 0,2 | 15,5 |
| 2005-2006 | Minnesota T'wolves  | 40  | 40  | 38,9 | 49,5 | 40,6 | 89,6 | 4,8 | 2,8 | 0,5 | 0,4 | 20,1 |
| 2005-2006 | Boston Celtics      | 32  | 31  | 36,7 | 47,6 | 39,3 | 89,8 | 3,8 | 3,2 | 0,6 | 0,1 | 17,5 |
| 2006-2007 | Boston Celtics      | 32  | 19  | 28,1 | 41,5 | 41,5 | 89,7 | 3,1 | 1,7 | 0,6 | 0,1 | 15,0 |
| 2007-2008 | Seattle S.Sonics    | 50  | 1   | 23,6 | 46,0 | 42,8 | 84,3 | 2,7 | 1,4 | 0,3 | 0,1 | 13,1 |
| 2007-2008 | Cleveland Cavaliers | 25  | 1   | 22,2 | 35,9 | 36,5 | 87,8 | 3,2 | 1,4 | 0,4 | 0,3 | 8,2  |
| 2008-2009 | Cleveland Cavaliers | 74  | 5   | 20,6 | 45,0 | 41,1 | 84,9 | 3,1 | 1,1 | 0,4 | 0,1 | 7,0  |
| Carriera  | Carriera            | 651 | 393 | 30,8 | 48,5 | 40,6 | 86,0 | 4,0 | 2,4 | 0,6 | 0,2 | 14,1 |

#### Playoffs
| Anno     | Squadra             | PG | PT | MP   | TC%  | 3P%  | TL%  | RP  | AP  | PRP | SP  | PP   |
| -------- | ------------------- | -- | -- | ---- | ---- | ---- | ---- | --- | --- | --- | --- | ---- |
| 2000     | Minnesota T'wolves  | 4  | 4  | 23,5 | 40,0 | 0,0  | -    | 2,0 | 0,5 | 0,8 | 0,3 | 6,0  |
| 2001     | Minnesota T'wolves  | 4  | 4  | 35,8 | 48,6 | 0,0  | 80,0 | 4,5 | 2,5 | 1,3 | 0,8 | 14,0 |
| 2002     | Minnesota T'wolves  | 3  | 3  | 43,7 | 47,7 | 22,2 | 88,9 | 7,0 | 2,0 | 0,7 | 0,0 | 20,0 |
| 2003     | Minnesota T'wolves  | 6  | 6  | 42,0 | 47,5 | 21,4 | 86,7 | 5,0 | 2,2 | 1,0 | 0,2 | 14,5 |
| 2004     | Minnesota T'wolves  | 12 | 0  | 24,8 | 42,0 | 34,5 | 92,7 | 3,3 | 1,7 | 0,5 | 0,2 | 11,8 |
| 2008     | Cleveland Cavaliers | 13 | 13 | 28,8 | 37,6 | 32,3 | 92,9 | 1,8 | 1,5 | 0,2 | 0,1 | 10,8 |
| 2009     | Cleveland Cavaliers | 12 | 0  | 12,8 | 44,4 | 16,7 | 81,8 | 2,3 | 0,6 | 0,2 | 0,1 | 3,6  |
| Carriera | Carriera            | 54 | 30 | 26,8 | 42,7 | 28,5 | 88,2 | 3,1 | 1,4 | 0,5 | 0,2 | 10,2 |

## Palmarès
- NCAA AP All-America Second Team (1999)
- NBA All-Rookie First Team (2000)
- NBA All-Star (2002)